# Ellen Horn
Ellen Horn, (født Ellen Stoesen 1. februar 1951) er en norsk skuespiller og tidligere kulturminister. Hun er opvokset på Tjøme. Horn lavede dukketeater i tre år efter hun fuldførte videregående skole . Hun er uddannet skuespiller fra Statens Teaterhøyskole og har været tilknyttet fjernsynsteateret, Nationaltheatret som skuespiller og teaterchef, og blev udnævnt til teaterchef på Riksteatret i februar 2005. Hun var kulturminister i Regeringen Jens Stoltenberg I, 2000-2001.